# Trimeresurus rubeus
Trimeresurus rubeus is een slangensoort uit de familie van de adders. De slang komt voor in Zuidoost-Azië.

## Naam en indeling
De wetenschappelijke naam van de soort werd voor het eerst voorgesteld door Anita Malhotra, Roger Stephen Thorpe, Mrinalini en Bryan L. Stuart in 2011. Oorspronkelijk werd de wetenschappelijke naam Cryptelytrops rubeus gebruikt. De soort werd voorheen als variatie van Cryptelytrops macrops beschouwd. Een studiegroep uit 2011 kwam aan de hand van genetische en morfologische kenmerken en de kleur echter tot het besluit dat het een aparte soort is. Later werd de soort tot het geslacht Aziatische lanspuntslangen (Trimeresurus) gerekend en het geslacht Cryptelytrops wordt niet langer erkend.
De soortaanduiding rubeus is Latijn voor "roodachtig". Het verwijst naar de rode ogen en de heldere en duidelijke rode kleur op de staart. Het verwijst eveneens naar de rode zijstreep die mannetjes minstens gedeeltelijk hebben.

## Verspreiding en habitat
De soort komt voor in de wouden bij Ho Chi Minhstad (tot 30 april 1975 Saigon) en op de lage heuvels in het zuiden van Vietnam en op het Langbianplateau in het oosten van Cambodja. De habitat bestaat uit vochtige tropische en subtropische laaglandbossen. De soort is aangetroffen op een hoogte van ongeveer 450 tot 500 meter boven zeeniveau.

## Uiterlijke kenmerken
Trimeresurus rubeus is groen en heeft oranjerode ogen. Op de flanken is een witte streep aanwezig, bij mannetjes heeft die aan de onderkant soms een matte, roodbruine rand die vooral aan de achterkant duidelijk is. De staart is oranjerood. Vrouwtjes hebben een kortere staart en minder subcaudalen. De slang kan een totale lichaamslengte bereiken van 50 centimeter.

## Levenswijze
De slang leeft zowel in bomen als op de grond. Omdat het dier vaak dicht bij stromen voorkomt, wordt verondersteld dat op het menu veel kikkers staan. Waarschijnlijk worden ook kleine zoogdieren buitgemaakt.

## Beschermingsstatus
Door de internationale natuurbeschermingsorganisatie IUCN is de beschermingsstatus 'kwetsbaar' toegewezen (Vulnerable of VU).